# Jorge Murillo
Jorge Mario Murillo Valdes, född 7 september 1991, är en colombiansk simmare.
Murillo tävlade i två grenar för Colombia vid olympiska sommarspelen 2016 i Rio de Janeiro. Han tog sig till semifinal på 100 meter bröstsim och blev utslagen i försöksheatet på 200 meter bröstsim. Vid olympiska sommarspelen 2020 i Tokyo blev Murillo utslagen i försöksheatet på två grenar. Han slutade på 31:a plats på 100 meter bröstsim och på 30:e plats på 200 meter bröstsim.